# Euzonitis sexmaculata
Euzonitis sexmaculata is een keversoort uit de familie van oliekevers (Meloidae). De wetenschappelijke naam van de soort is voor het eerst geldig gepubliceerd in 1789 door A. G. Olivier.